# Drill (Erziehung)

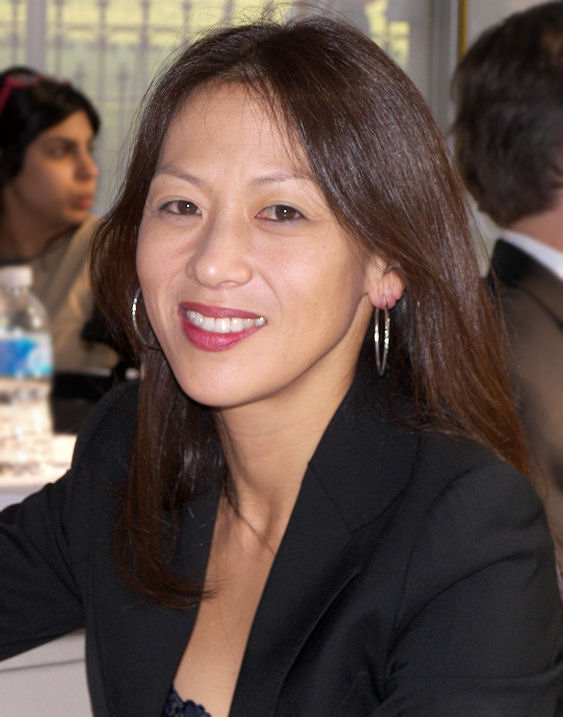
Amy Chua, Autorin des autobiografischen Erziehungsbuchs Die Mutter des Erfolgs, wurde von vielen Medienorganen als Apologetin häuslichen Drills dargestellt.

Unter Drill versteht man umgangssprachlich einen strikt autoritären Unterrichts- oder Erziehungsstil, bei dem das Kind durch sture Wiederholung immer gleicher Übungen und durch Auswendiglernen zu hohen Leistungen gebracht werden soll. Eine Person, die ein Kind drillt, setzt sich dem Verdacht aus, die Eigeninitiative, das selbstständige und unabhängige Denken, die Fantasie und Kreativität des Kindes zu ignorieren oder zu unterdrücken. Auch mit einer liebevollen Hinwendung zum Kind und mit Respekt vor seiner Individualität gilt „Drill“ nicht als vereinbar. „Drill“ fördert – demselben Verständnis zufolge – nicht die Entwicklung des Kindes, sondern zielt auf Selbstdisziplin, Gehorsam und eine Brechung des Willens und erscheint damit als Ausweis einer „schwarzen Pädagogik“.
Weil es jedoch kein Kriterium gibt, mit dessen Hilfe „Drill“ eindeutig von den verwandten Begriffen „Training“ oder „Üben“ zu unterscheiden wäre, hat der Begriff in den wissenschaftlichen Sprachgebrauch keinen Eingang gefunden. Umso häufiger sprechen solche Autoren von „Drill“, die hervorheben wollen, dass sie ein bestimmtes Training oder eine Übung als sinnlos oder als unzumutbar hart und anstrengend beurteilen.

## Begriffsgeschichte
Der aus dem Militärwesen (Exerzieren, Waffendrill) entlehnte Begriff gelangte mit der Reformpädagogik im späten 19. Jahrhundert in die Pädagogik und bezeichnet dort seitdem schlagwortartig den Zwang der Schule alten Stils, deren Lehrmethoden von Autoritarismus und Auswendiglernen geprägt waren. Mit der Erfindung des handlungsorientierten Unterrichts, in dessen Rahmen der Schüler aus eigenem Antrieb und mit eigener Zielsetzung lernen soll (Selbsttätigkeit), erfuhr das Üben, das auch am humanistischen Gymnasium humboldtscher Prägung noch eine zentrale Rolle spielte, eine Neubewertung als „unnatürlicher“ und „mechanischer Drill“. Die Kritik war insbesondere gegen solche Inhalte gerichtet, die als „unnütz“ und rein prüfungsorientiert empfunden werden, wie das Pauken alter Sprachen oder des Katechismus. Noch in der 2001 erschienenen 3. Auflage des Didaktischen Wörterbuches kann man lesen, dass an modernen Schulen beim Einüben von Fertigkeiten – das gelegentlich selbst heute noch als Automatisierung erfolge – „mechanischer Drill“ vermieden werde.
Im Englischen bezeichnet das Wort ebenfalls vorzugsweise militärische Übungen; als Synonym für Training und Üben findet es daneben jedoch auch in anderen Bereichen Anwendung, und zwar wertfrei und insbesondere ohne die aus dem Deutschen geläufige Konnotation von schwarzer Pädagogik.